# هوی اویداک (آریزونا)
هوی اویداک (به انگلیسی: Hoi Oidak) یک منطقهٔ مسکونی در ایالات متحده آمریکا است که در آریزونا واقع شده‌است. هوی اویداک ۵۷۳ متر بالاتر از سطح دریا واقع شده‌است.